# De Opgang (Amsterdam)
De Opgang is een protestants kerkgebouw in een appartementencomplex in de wijk Osdorp in de Nederlandse stad Amsterdam. Het gebouw is gelegen op een centrale plek in Osdorp aan Tussen Meer, tussen de Hoekenesgracht en de Wolbrantskerkweg.
Het eerste kerkgebouw De Opgang hier werd gebouwd in 1967 voor de Gereformeerde Kerk Slotervaart/Osdorp.
Vanaf 1983 werd er, in het kader van Samen op Weg, samengewerkt met de Nederlands Hervormden van De Uitweg, verderop aan Tussen Meer, en de Sloterkerk, hetgeen in 1989 uitmondde in een fusie. Daardoor was geen behoefte meer aan twee kerken aan dezelfde straat en werd De Uitweg gesloten (en later gesloopt).
Van de Uitweg hebben enkele schilderijen en de gevelsteen met de naam een plek gekregen in de Opgang.
Het oude gebouw van De Opgang uit 1967 is in 2007 gesloopt. Op deze plek is in 2010 een nieuw, groter, gebouw gerealiseerd met bijna 80 woningen, een kinderdagverblijf een parkeergarage en een nieuwe, veel kleinere, kerk.
De kerk valt, samen met de Sloterkerk, onder de Protestantse wijkgemeente Osdorp Sloten.

## Afbeeldingen van het nieuwe gebouw

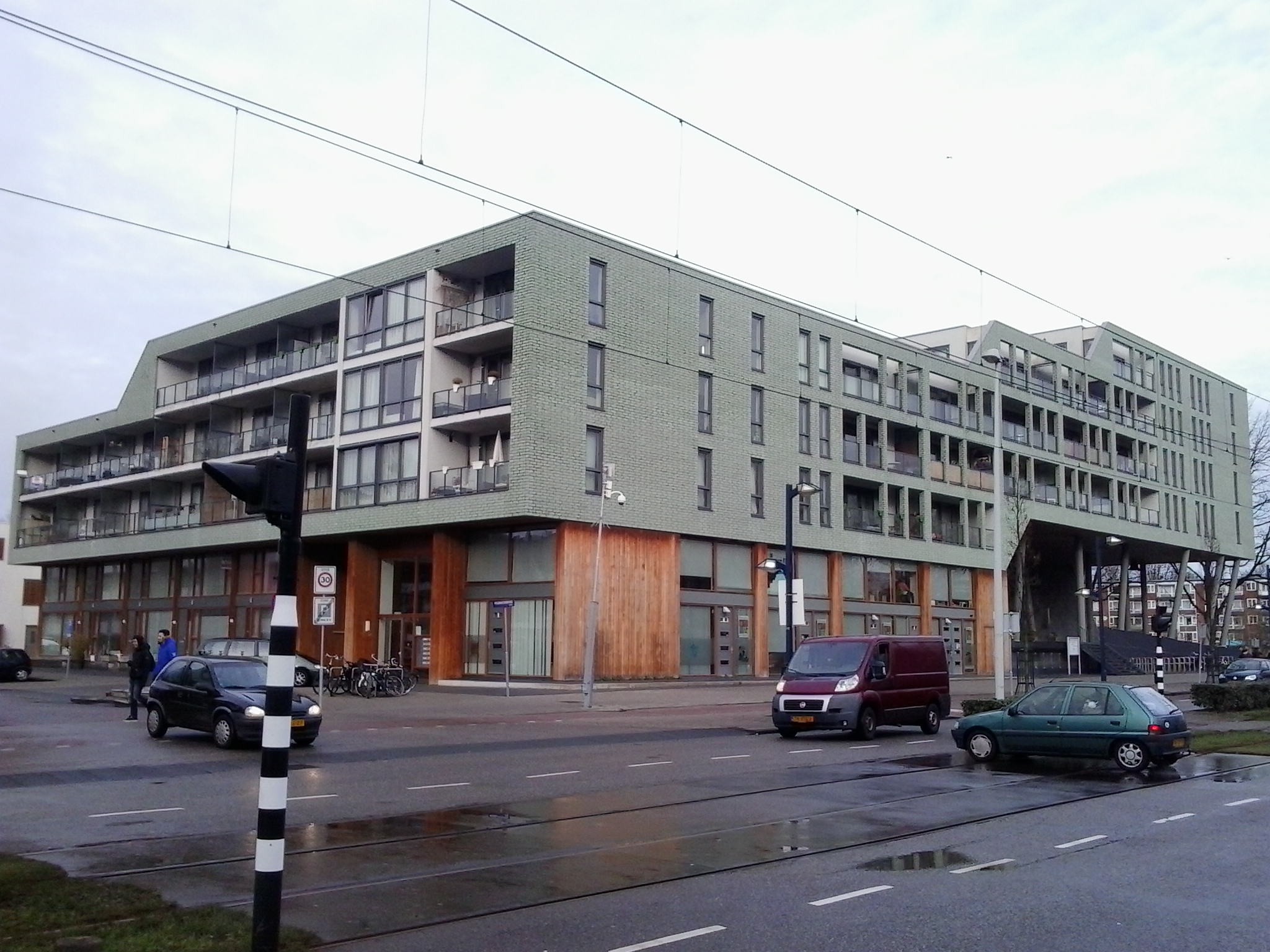
Het gebouw ligt aan de kruising met de Wolbrantskerkweg.
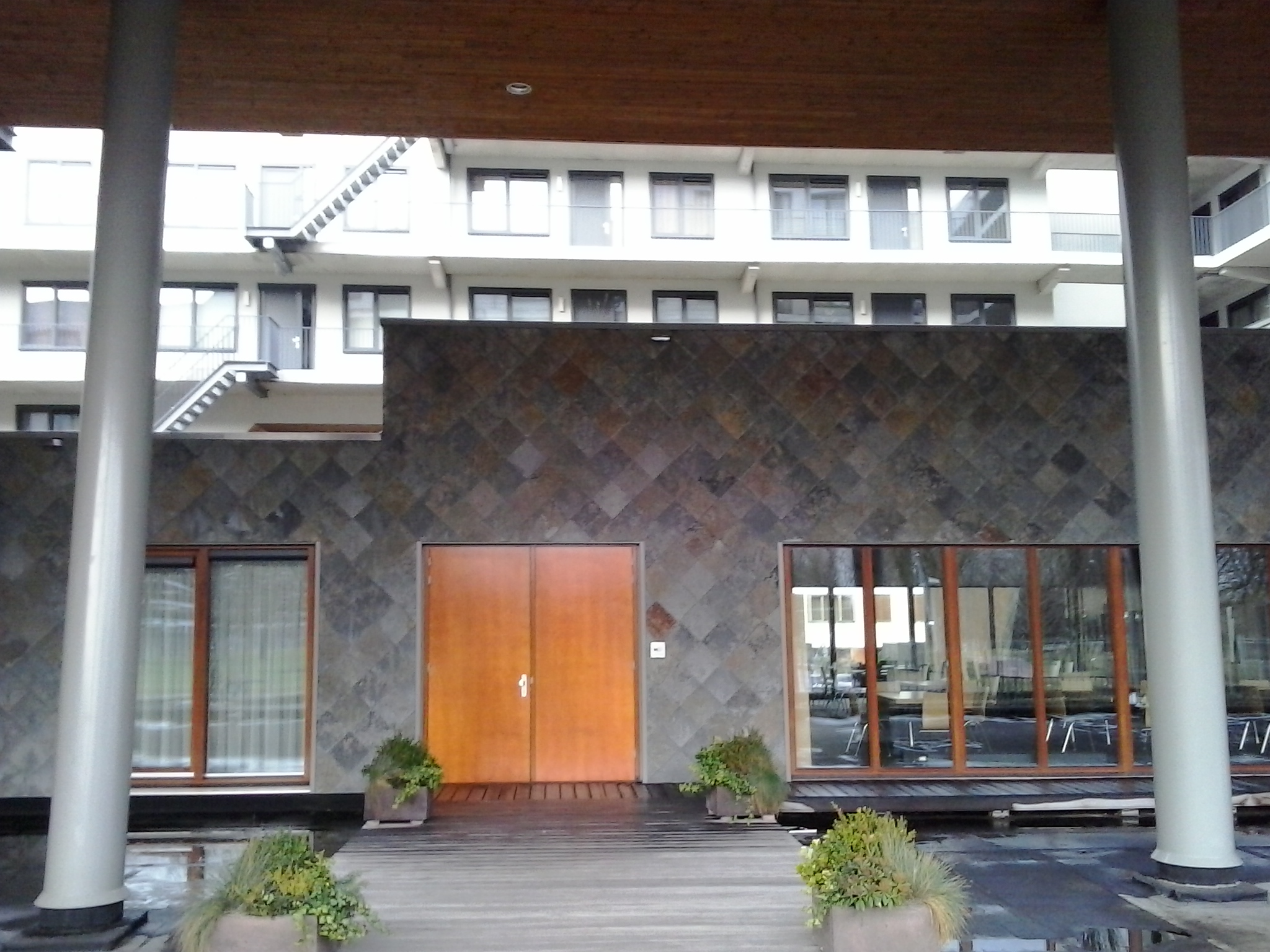
Toegangspad naar de kerk.
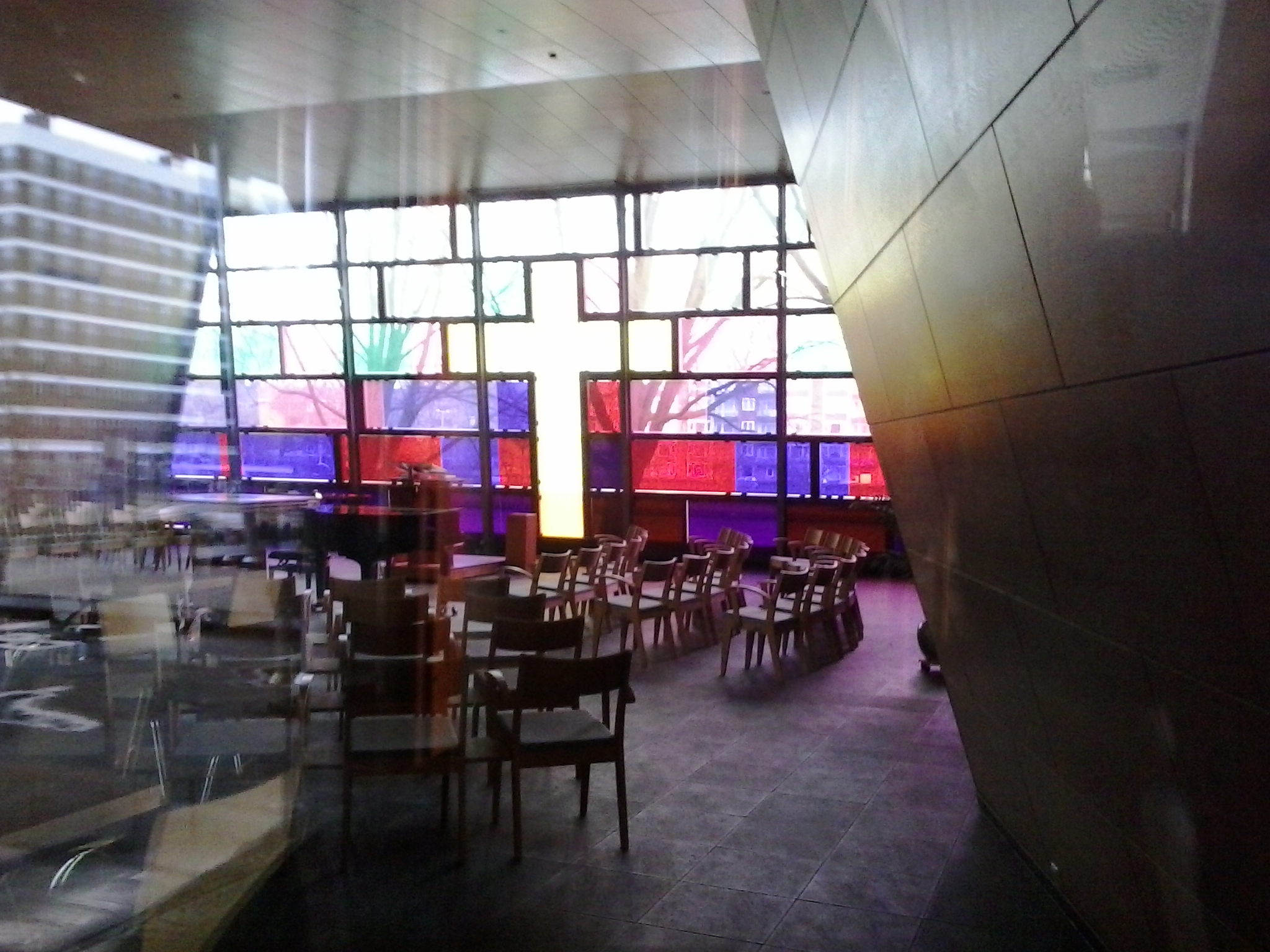
De kerkzaal, met glasmozaïek.
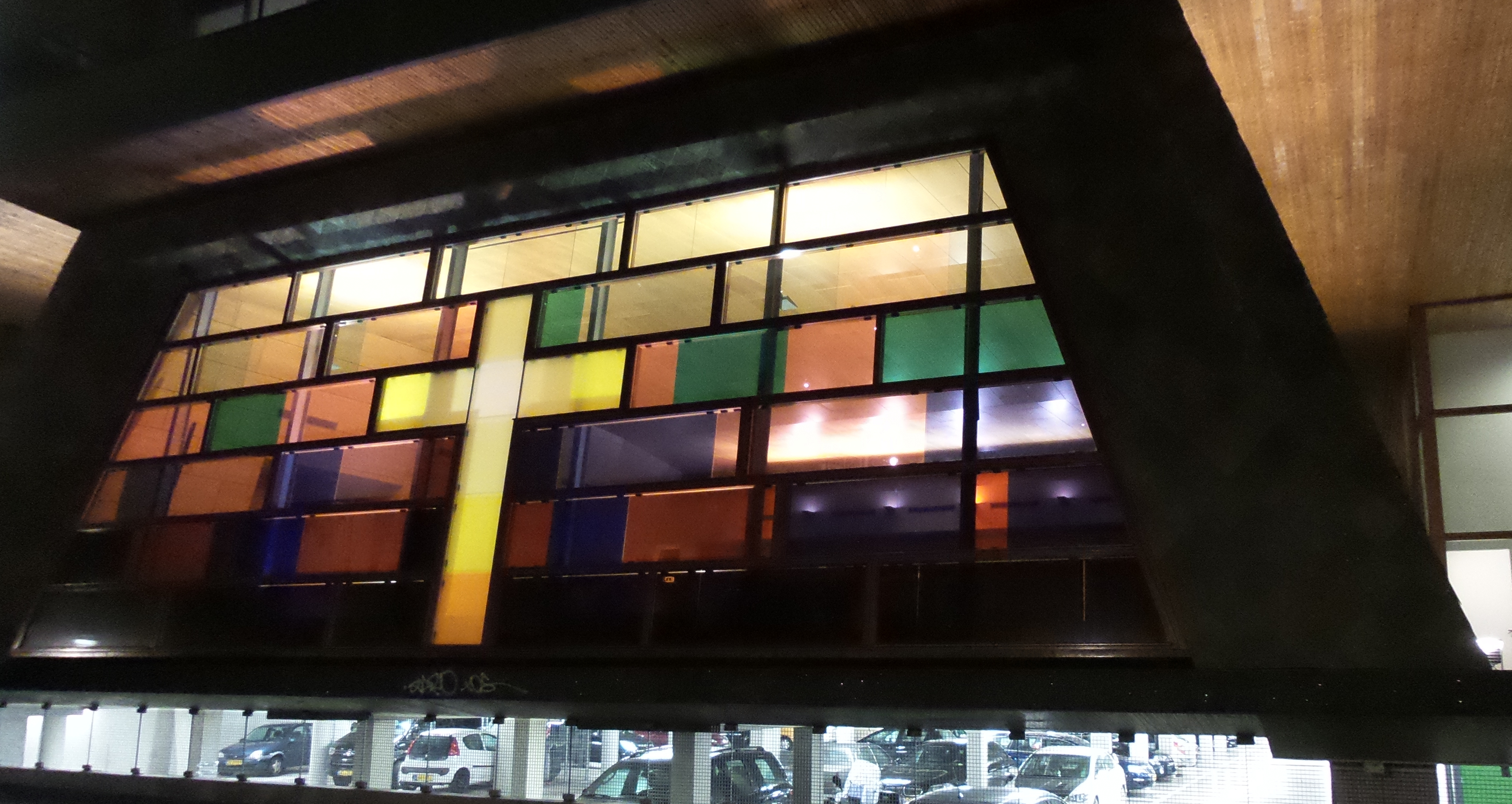
Glazenwand
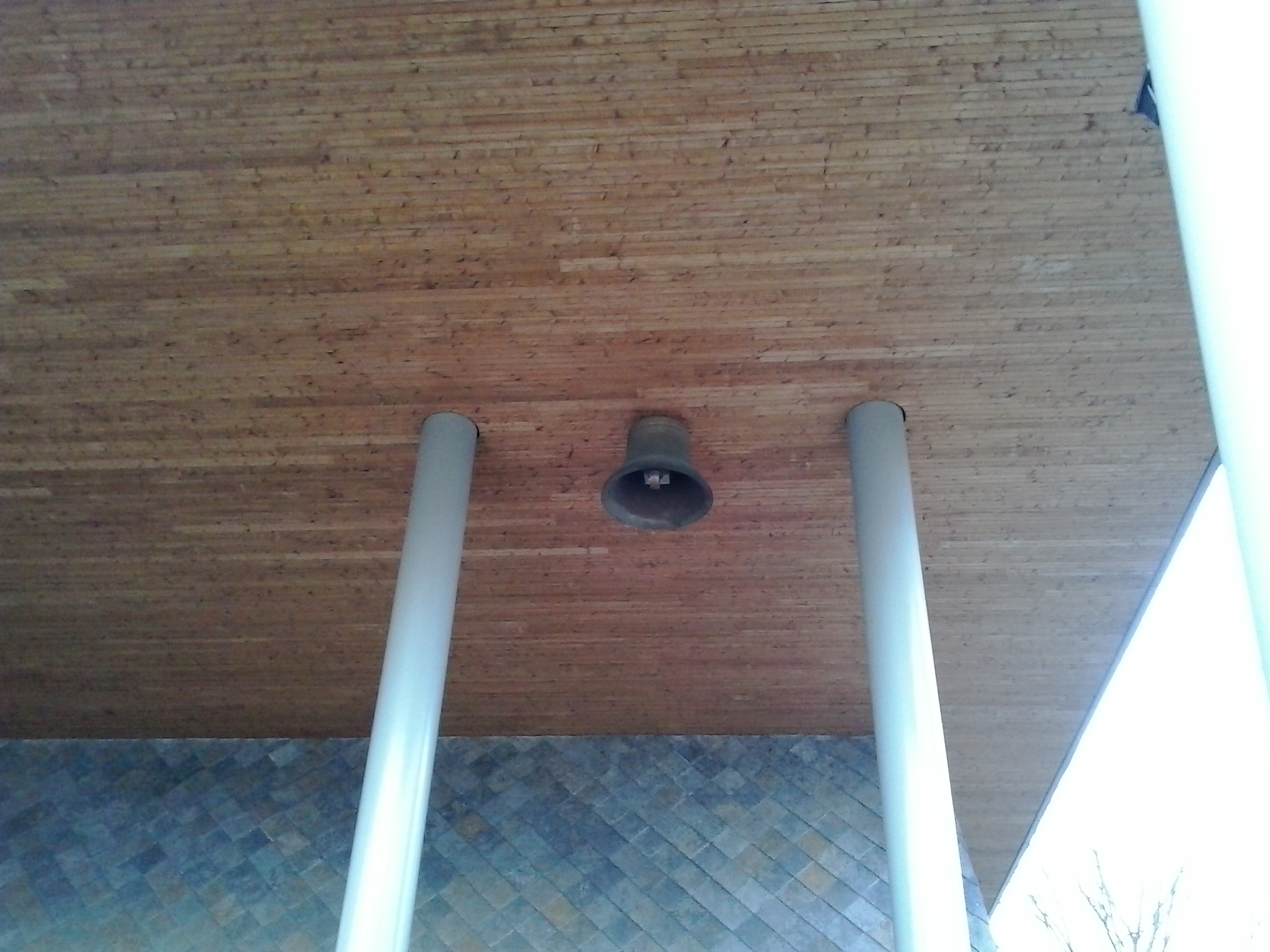
De kerkklok uit de oude kerktoren.

## Orgel
Het kerkorgel, een zes-stemmig positief, gebouwd in 1959 door Dirk Flentrop voor de Goede Herderkerk in Terneuzen, is in 1967 in De Uitweg geplaatst. Na de sluiting van de Uitweg in 1989 is het orgel, na plaatsing in 1992 in de Bonifatiuskerk (Zaandam) en in 1999 (als extra koororgel) in de Noorderkerk (Amsterdam), uiteindelijk in 2011 in de nieuwe Opgang geplaatst.
Het orgel heeft de volgende dispositie:
- Manuaal:

Holpijp 8' b/d
Prestant 4'
Roerfluit 4' b/d
Gemshoorn 2'
Sesquialter II
Mixtuur	II-III
- Pedaal (aangehangen): C - d'